# 타사발란 프레시덴티

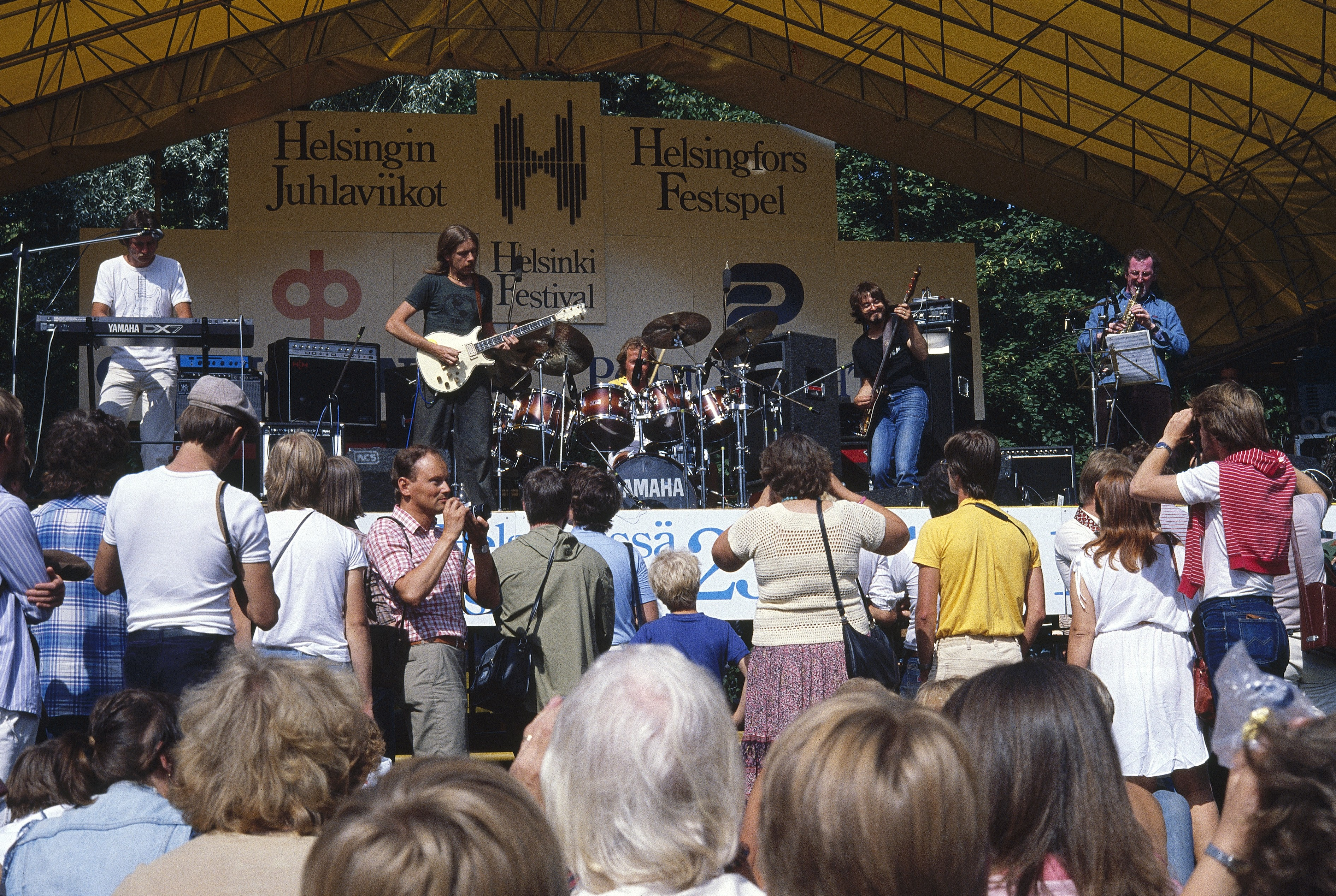

타사발란 프레시덴티(Tasavallan Presidentti, 공화국 대통령)는 핀란드 프로그레시브 록 밴드이다. 타사발란 프레시덴티는 핀란드 프로그레시브 록을 알린 첫번째 밴드였으며 국제적 성공의 문턱까지 갔던 밴드였다.

## 개요
1969년 기타리스트 주카 톨로넨과 드러머 베사 알토넨에 의해 결성되었다. 밴드명은 신문을 뒤적이다가 정하게 되었다고 한다. 다들 이전에 블루스 섹션이라는 밴드를 함께 했다. 블루스 섹션에서 파생된 다른 밴드로 비그밤이 유명하다. 핀란드 프로그레시브 록을 개척한 두 밴드였지만 인기는 비그밤쪽이 더 앞섰다.
러브 레코드와 연이 닿아 69년에 1집이 나왔고 이후 멤버 변동을 거쳤다. 그 과정에서 싱어송라이터 페카 스트렝과 함께 2집을 제작하기도 한다. 3집은 스웨덴 EMI와 계약해서 좀 더 큰 배급망을 타게 되었지만 밴드에 멤버문제가 생겨 3집앨범 제작은 꽤 지연되었다. 판매고가 높지는 않았으나 그들은 스웨덴 투어를 진행하고 다시 레이블을 소넷으로 옮긴다. 보컬이 너무 팝록적이라며 교체된 후 타사발란은 좀 더 재즈록적인 형태로 스타일을 바꾸었다.
새로운 보컬 에이로와 함께 타사발란은 영국 투어를 하고 다시 스칸디나비아 투어를 했다. 여세를 몰아 내놓은 72년작 Lambertland에서 재즈록과 포크록의 테크니컬한 조화로 호평을 받았다. 음반도 잘 팔려서 핀란드 차트 7위까지 올랐다.
73년에 다시 영국투어를 돌았던 밴드는 런던에서 새 앨범을 녹음한다. Milky Way Moses는 발매가 조금 지연되어 74년에 나왔는데 차트 12위까지 올랐으며 독일과 미국에서도 발매되었다. 여세를 몰아 이전처럼 라이브를 정력적으로 다녔지만 밴드 내에 이견들이 많아져서 밴드가 해산되었다. 일부는 메이드 인 스웨덴이나 페카 뽀욜라의 밴드로 합류했다.
밴드는 99년에 재결성해서 라이브 앨범을 냈고 06년에는 스튜디오 앨범도 냈다. 밴드의 마지막 공연은 07년이었으며 이후 해산상태에 놓였다. 리더이자 기타인 주카 톨로넨은 마약문제로 08년에 투옥되었으며 이후 기타를 제대로 연주하지는 못하게 되었다. 종종 우울증에 빠지기도 했던 색서폰 주자 페카 푀이리는 1980년 자살했다.

## 음반 목록
- Tasavallan Presidentti (1969)
- Magneettimiehen kuolema (1970) (Pekka Streng & Tasavallan Presidentti)
- Tasavallan Presidentti (1971)
- Lambertland (1972)
  - Pop Liisa Live (2016 / 1973 recording)
- Milky Way Moses (1974)
  - Still Struggling for Freedom (2001) (live)
- Six Complete (2006)